# 施漸
施漸（1496年—1556年），字子羽，直隸常州府無錫縣開化鄉人，明朝政治人物。
本姓龔，過嗣于施家，歲貢生，授海鹽縣丞。著有《武陵集》。